# مايكل لاندز
مايكل لاندز (بالإنجليزية: Michael Landes)‏ هو ممثل أمريكي، ولد في 18 سبتمبر 1972 بذا برونكس في الولايات المتحدة.

## أعمال

### أفلام
- (2002) هارتس وار[2]
- (2003) الوجهة النهائية 2[3]
- (2008) ليكفيو تيراس[4]
- (2011) 11-11-11
- (2016) ذهب[5]
- (2019) أنجل تسقط

### مسلسلات
- أميريكان داد!
- التحقيق في موقع الجريمة

## وصلات خارجية
- مايكل لاندز على موقع IMDb (الإنجليزية)
- مايكل لاندز على موقع روتن توميتوز (الإنجليزية)
- مايكل لاندز على موقع ألو سيني (الفرنسية)
- مايكل لاندز على موقع أول موفي (الإنجليزية)
- مايكل لاندز على موقع قاعدة بيانات الأفلام السويدية (السويدية)
- مايكل لاندز على موقع إن إن دي بي (الإنجليزية)
- مايكل لاندز على موقع قاعدة بيانات الفيلم (الإنجليزية)
- مايكل لاندز على موقع كينوبويسك (الروسية)